# اوسمانشتدت
اوسمانشتدت (به آلمانی: Oßmannstedt) یک منطقهٔ مسکونی در آلمان است که در ایلمتال-واینشتراسه واقع شده‌است. اوسمانشتدت  ۱٬۲۴۰ نفر جمعیت دارد.